# تحليل بيئي
التحليل البيئى (Environmental analysis), هو تقييم الآثار الممكنة والمحتملة للقوى الخارجية وتنظيم الشروط اللازمة للبقاء ولاستراتيجيات النمو.
الاتجاهات في مجال التسويق أو القوى الخارجية التي قد يكون لها تأثير على نجاح أو فشل منتج معين. التسويق يدرس الاقتصاد والسياسة والثقافة, القوى والظروف الاجتماعية والمنافسين ، والقانون ، والعوامل البيئية لإجراء التحليل البيئي.